# 해롤드 라스키

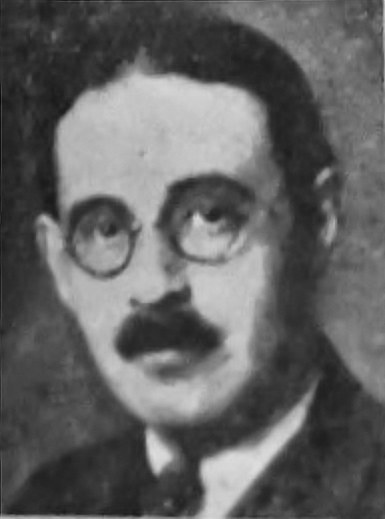

해롤드 조셉 라스키(Harold Joseph Laski, 1893년 6월 30일 ~ 1950년 3월 24일)는 영국의 정치 이론가 이자 경제학자이다. 1945년부터 1946년까지 영국 노동당 의장을 지냈고 1926년부터 1950년까지 런던 정경대 교수를 지냈다. 그는 먼저 노동조합과 같은 지역의 자발적 공동체의 중요성을 강조함으로써 다원주의를 장려했다. 1930년 이후, 그는 노동자 혁명의 필요성을 강조하기 시작했는데, 이는 폭력적일 수 있음을 암시했다. 그의 입장은 비폭력적인 민주주의적 변화를 약속한 노동당 지도자들을 화나게 했다. 폭력을 위협하는 민주주의에 대한 라스키의 입장은 1945년 총선에서 수상 윈스턴 처칠의 추가 공격을 받았고 노동당은 자신의 의장인 라스키를 거부해야 했다.
라스키는 전후 몇 년 동안 마르크스주의에 대한 영국의 가장 영향력 있는 지식인 대변인 중 한 명이었다. 특히 그의  에게 큰 영감을 주었고, 그 중 일부는 나중에 아시아와 아프리카에서 새로 독립한 국가의 지도자가 되었다. 그는 아마도 노동당, 특히 이오시프 스탈린의 소비에트 연방에 대한 신뢰와 희망을 공유한 극좌파에게 있어 가장 저명한 지식인이었을 것이다. 그러나 그는 노동당의 온건한 정치인들로부터 불신을 받았다.  수상 클레멘트 애틀리와 같이 주요 정부 직위나 동료를 받은 적이 없다.

유태인 가정에서 태어난 라스키는 시온주의의 지지자이자 유태인 국가 건설을 지지했다.

## 어린 시절
그는 1893년 6월 30일 맨체스터에서 네이선 라스키와 사라 라스키 사이에서 태어났다.

라스키는 의료 적격성 검사에 실패하여 제1차 세계 대전에 참전하지 못했다. 졸업 후 그는 George Lansbury 휘하의 Daily Herald에서 잠시 일했다. 그의 딸 다이애나가 1916년에 태어났다.

## 경력

### 교육 경력
1916년 라스키는 몬트리올의 맥길 대학교에서 근대사 강사로 부임하고 하버드 대학교에서 강의를 시작했다. 그는 또한 1919년에서 1920년까지 예일 대학에서 강의했다. 1919년 보스턴 경찰 파업에 대한 노골적인 지원으로 라스키는 심한 비판을 받았다. 그는 1919년에 사회 연구를 위한 신학교(New School for Social Research )의 설립에 잠시 관여했으며 그곳에서 강의도 했다.
라스키는 하버드를 중심으로 많은 미국인 친구 네트워크를 형성했으며, 그의 법률 리뷰를 편집했다. 그는 종종 미국에서 강연을 하도록 초청받았고 New Republic에 글을 썼다. 그는 많은 유력한 인물을 알고 있었고 더 많이 안다고 주장했다. 비평가들은 홈즈가 용인했던 라스키의 반복적인 과장과 자기 선전에 대해 종종 논평했다. 그의 아내는 그가 "반 남자, 반 아이, 그의 평생"이라고 말했다.
라스키는 1920년 영국으로 돌아와 런던정경대학 (LSE)에서 정부를 가르치기 시작했다. 1926년에 그는 LSE에서 정치학 교수가 되었다. 라스키는 1922년부터 1936년까지 사회주의 페이비언 협회의 임원이었다. 1936년에 그는 빅토르 골란츠 및 존 스트레이치와 함께 좌파 북클럽을 공동 설립했다. 그는 다작 작가였으며 1920년대와 1930년대에 걸쳐 많은 책과 수필을 저술했다.
1930년대 LSE에서 Laski는 현재 더 일반적으로 프랑크푸르트 학파로 알려진 사회 연구 연구소( Institute for Social Research )의 학자들과 관계를 발전시켰다. 1933년에 연구소의 거의 모든 구성원이 망명한 상태에서 라스키는 연구소의 사용을 위해 런던 사무소의 설립을 주선한 시드니 웹과 R. H 타우니를 포함한 많은 영국 사회주의자 중 한 명이었다. 연구소가 1934년 컬럼비아 대학교 로 이전한 후, 라스키는 뉴욕으로 초청된 초청 강사 중 한 명이었다. 히틀러의 집권 직후 독일을 탈출한 프란츠 노이만은 LSE에서 라스키와 칼 만하임 밑에서 정치학을 전공했으며 법치주의의 흥망성쇠에 관한 논문을 썼다.

### 강사
라스키는 재능 있는 강사였지만 질문을 하는 사람들에게 굴욕감을 주어 청중을 소외시켰다. 그러나 그는 학생들에게 인기가 많았고 특히 LSE에 다니는 아시아 및 아프리카 학생들에게 영향력이 있었다.

### 이념과 정치적 신념
라스키는 사람들이 지역 조직, 클럽, 노동 조합 및 사회에 충성할 수 있고 또 그래야 하기 때문에 국가가 최고로 간주되어서는 안 된다고 주장했다.
라스키는 마르크스주의의 지지자가 되었고 생산 수단의 공유에 기반한 계획 경제를 믿었다. 그가 보았듯이 강제적인 국가 대신에, 라스키는 국제적으로 결속되어 있고 사회 복지를 강조하는 협동적 국가의 진화를 믿었다. 그는 또한 자본가 계급이 스스로의 청산을 묵인하지 않을 것이기 때문에 협동조합 국가는 폭력 없이는 달성될 수 없다고 믿었다. 그러나 그는 시민의 자유, 언론과 결사의 자유, 대의 민주주의에 대한 헌신도 가지고 있었다. 처음에 그는 국제 연맹 이 "국제 민주주의 시스템"을 가져올 것이라고 믿었다. 그러나 1920년대 후반부터 그의 정치적 신념은 급진화되었고, 그는 "기존의 주권국가 체제를 초월"하기 위해서는 자본주의를 넘어선 필요가 있다고 믿었다.
라스키는 사회주의 대의 뒤에 영국의 학자, 교사, 지식인을 동원하려고 했으며, 사회주의 동맹은 하나의 노력이었다. 그는 약간의 성공을 거두었지만 그 요소는 일반적으로 노동당에서 소외된 것으로 나타났다.

### 정치 경력
라스키의 주요 정치적 역할은 사회주의, 자본주의, 노동 조건, 우생학, 여성 참정권, 제국주의, 탈식민지, 군축, 인권, 노동자 교육 및 시오니즘. 그는 연설과 팜플렛에 지칠 줄 모르고 지치지 않고 항상 노동당 후보를 돕기 위해 대기했다. 그 사이에 그는 수십 개의 위원회에서 일했고 교수이자 학생들의 조언자로서의 역할을 다했다.
라스키는 1920년 런던으로 돌아와 노동당 정치에 뛰어들었다. 1923년에 그는 램지 맥도널드의 의회 의석과 내각의 자리와 영주 자리의 제안을 거절했다. 그는 1931년 위기에서 맥도날드에게 배신감을 느꼈고 사회주의로의 평화적이고 민주적인 전환이 야당의 폭력에 의해 차단될 것이라고 결정했다. 1932년에 라스키는 노동당의 좌익 분파인 사회주의 동맹에 가입했다. 1937년에 그는 사회주의 동맹이 독립 노동당 (ILP) 및 영국 공산당 (CPGB)과 협력하여 인민 전선을 구성하여 네빌 체임벌린의 보수 정부를 무너뜨리려는 시도에 실패했다. 1934년부터 1945년까지 그는 풀럼 자치구 의회의 장로와 도서관 위원회 의장을 역임했다.
1937년 사회주의 동맹은 노동당에 의해 거부당하고 접었다. 그는 노동당의 전국집행위원회 위원으로 선출되었고 1949년까지 위원으로 있었다. 1944년에 그는 노동당 대회의 의장을 맡았고 1945년부터 1946년까지 당의 의장을 역임했다.

### 역할 감소
전쟁 중 그는 윈스턴 처칠 총리의 연립정부를 지지했고 독일과의 전투를 독려하기 위해 수많은 연설을 했다. 그는 과로로 인한 신경쇠약을 겪었다. 전쟁 중에 그는 노동당의 다른 인물들과 크고 작은 문제에 대해 처칠과 반복적으로 논쟁을 벌였다. 그는 꾸준히 영향력을 잃었다.
라스키는 독감에 걸렸고 1950년 3월 24일 런던에서 56세의 나이로 사망했다.